# 德国螺旋桨护卫舰列表

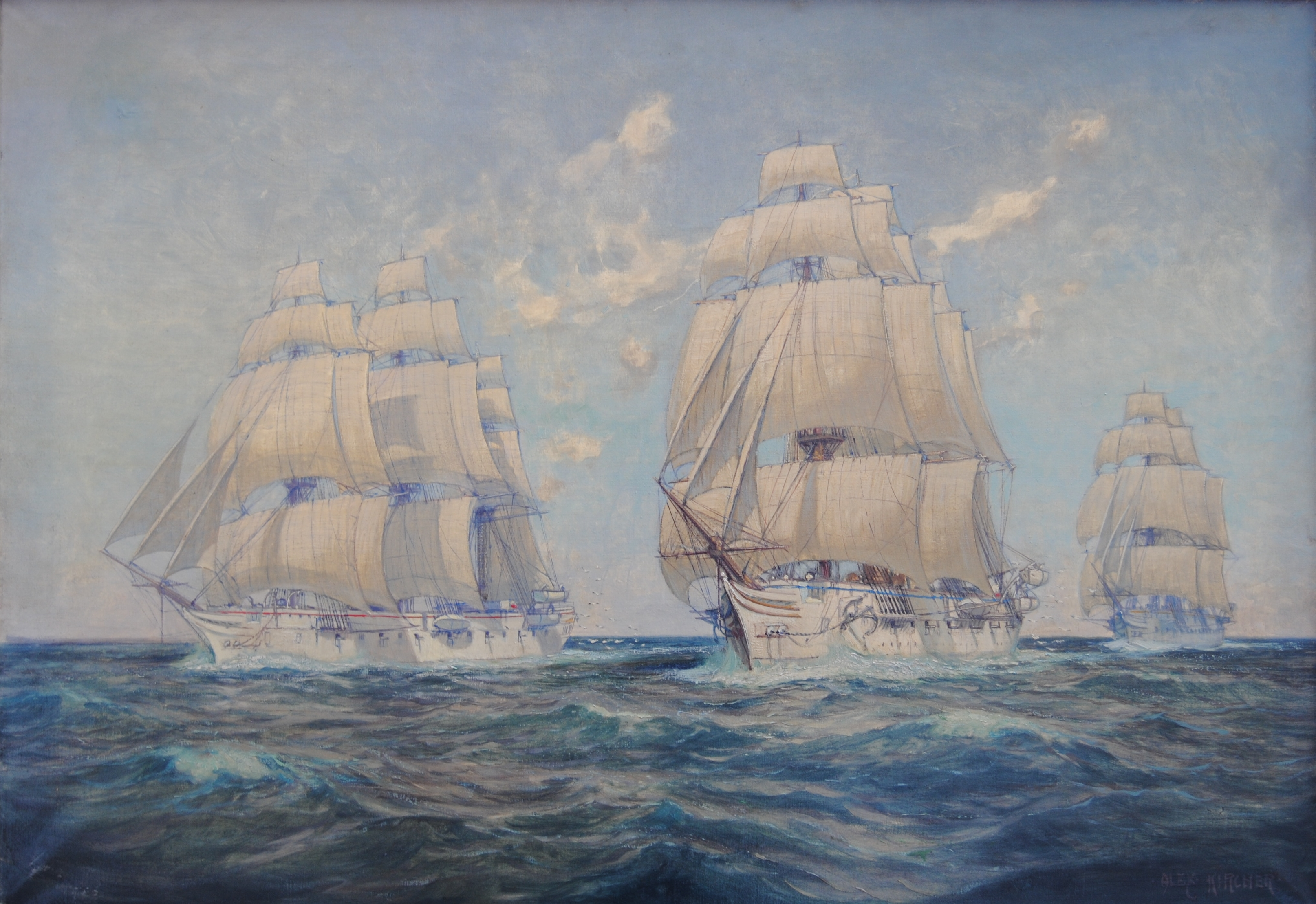
展现了扬帆姿态的施托施号、施泰因号和格奈森瑙号画作

从1850年代到1880年代，普鲁士和后来的德意志帝国建造了一系列机帆并用的螺旋桨护卫舰，以扩大和更新其巡洋舰队。在普鲁士海军内部，它们会依据尺寸和火炮布局被细分为“盖甲板护卫舰”和“平甲板护卫舰”两种类别。1871年德意志统一后，继任的德意志帝国海军沿用了这一分类，惟自1884年起将其相应改称为“巡洋巡防舰”和“巡洋护卫舰”。共计有28艘此类舰只投入服役，大致分属七个不同的舰级。五艘阿科纳级舰是为了应对丹麦的潜在威胁而始建于1850年代末，但由于建造技术和工艺的欠缺，它共分为三个批次历时十年才完成交付。两艘宁芙级舰建于1860年代初，当时普鲁士开始准备与丹麦在石勒苏益格-荷尔斯泰因问题上的最终冲突，但只有宁芙号赶得及在1864年的第二次石勒苏益格战争中入役。战争期间，普鲁士人还从法国购买了两艘奥古斯塔级舰，它们原是由南部邦联海军秘密订购，却因法皇拿破仑三世阻止交付美方而转手。阿里阿德涅级三艘舰的龙骨于1860年代末至1870年代初铺设，继而是1870年代初建造的两艘莱比锡级护卫舰。俾斯麦级六艘舰建于1870年代中期至1880年代初，紧随其后的是同样由六艘舰组成的卡罗拉级。另外两艘独级舰水妖号和夏洛特号是在1880年代初建造的，专门作训练用途，当时许多老式护卫舰已经开始扮演这个角色。
宁芙号是这些螺旋桨护卫舰中唯一一艘曾进行过对敌军舰作战的舰只，它参加了1864年第二次石勒苏益格战争期间的亚斯蒙德海战，以及1870年普法战争期间对法国一个封锁分舰队的攻击。奥古斯塔号则在普法战争中启用作执行破交战，它共拦截了三艘运送战争物资的商船，其中两艘被扣为战利品，第三艘被击沉。战争期间，宁芙号的姊妹舰美杜莎号正身处日本，并在当地遭一支法国分舰队封锁，没有参与战斗。在整个1860年代、1870年代和1880年代，德国的螺旋桨护卫舰完成了多次海外部署，主要前往南美洲、地中海、东亚和南太平洋。这些航行的目的是为了保护普鲁士及其后德国在海外的侨民、德国的经济利益，以及后来德意志殖民帝国的建立和巡逻。
随着这些舰只被更新式的舰艇取代——从几艘无防护巡洋舰开始，它们经常被改装成教学舰。除了在德国水域训练外，这一职能还涉及海外训练巡航，主要是前往地中海和西印度群岛。在此类巡航期间，这些舰只经常需要受命履行与前线军舰相同的职责，在外国动乱时期保护德国人并展示国旗。大多数螺旋桨护卫舰都在1880年代到1920年代之间出售报废，但有两艘在事故中损失；1885年，奥古斯塔号在亚丁湾因气旋沉没，俾斯麦级的格奈森瑙号则于1900年在马拉加附近的风暴中失事。水妖号是同类别中最后一艘留存的舰只，于1920年代早期被改装成一艘载驳船，最终至1930年被拆解。
| 主炮   | 主炮数量和规格                   |
| 排水量 | 满载作战时的排水量               |
| 推进器 | 传动轴、推进器类别、设计速度     |
| 服役   | 舰船开始运行和结束的日期以及结局 |
| 动工   | 铺设龙骨的日期                   |
| 投运   | 新船投运的日期                   |

## 盖甲板护卫舰/巡洋巡防舰

### 阿科纳级

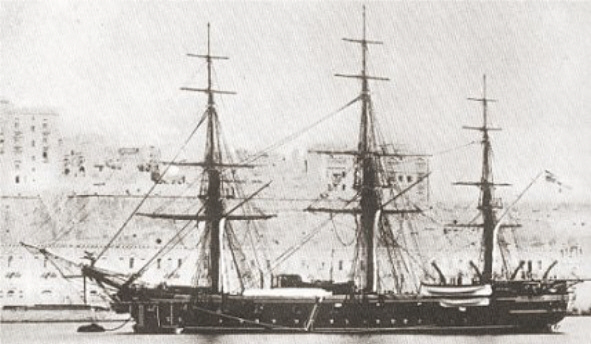
锚泊中的菲内塔号

19世纪50年代，普鲁士海军为了对付假想敌丹麦，于1855年开始制定了大规模的造舰计划，首批搭载蒸汽机的阿科纳级护卫舰应运而生。海军设想使用它们来担负保护海外侨民和海外警备任务。由于这些活动需要长时间在海上航行，所有舰只的舰体都必须镀铜以防止生物淤积，并且还配备有全帆装索具作为蒸汽动力的辅助。当时，由于舰船、机械、武器等方面的制造技术和工艺尚不成熟，计划的许多方面难以实现，而随着后来各种技术的飞速发展，造舰内容也发生了变化。由于这些原因，五艘阿科纳级舰只共分为三个批次、历时十年才完成交付。
首舰阿科纳号于1859年入役后率先用于海外部署，并参加了普鲁士远征东亚的行动。自1862年起，瞪羚号也开始承担这一职责。在普丹战争期间，只有阿科纳号和尚未完全投入使用的菲内塔号积极参战，其中阿科纳号在亚斯蒙德海战时曾担任普鲁士分舰队司令、海军上校爱德华·冯·雅赫曼的旗舰。1868年，菲内塔号成为普鲁士海军第一艘完成环球航行的军舰。所有同级舰都未积极参与普奥战争或普法战争。至1870年代，这些舰只继续执行海外派遣任务，尤其是在加勒比海、地中海和太平洋地区。早在1869年，阿科纳号就被用作海军学员的教学舰，并从1873年开始以此身份完成了环球航行。从1874年6月到1876年4月，瞪羚号也进行了环球航行，但这是出于科学研究目的而完成的，主要是为了在凯尔盖朗群岛观察1874年的金星凌日。到1870年代中期，前四艘同级舰均已撤出前线服役并改作教学舰，它们于1884年正式从海军名录中除籍，其后出售拆解。只有伊丽莎白号一直服役至1887年，在后来德国设于非洲和大洋洲的殖民地多次展示旗帜，并且是帝国海军巡洋分舰队的一份子；它自1887年起充当废船使用，直至1904年在斯德丁拆解报废。
| 舰名       | 主炮                            | 排水量  | 推进器                                     | 服役          | 服役          | 服役           |
| 舰名       | 主炮                            | 排水量  | 推进器                                     | 动工          | 投运          | 结局           |
| ---------- | ------------------------------- | ------- | ------------------------------------------ | ------------- | ------------- | -------------- |
| 阿科纳号   | 28 × 68磅滑膛炮                 | 2,391吨 | 单轴，一台船用蒸汽机，12.4節（23.0每小時） | 1855年        | 1859年4月15日 | 1884年拆解报废 |
| 瞪羚号     | 06 × 68磅滑膛炮 20 × 36磅滑膛炮 | 2,391吨 | 单轴，一台船用蒸汽机，12節（22每小時）     | 1855年12月3日 | 1861年6月24日 | 1906年拆解报废 |
| 菲内塔号   | 28 × 68磅滑膛炮                 | 2,504吨 | 单轴，一台船用蒸汽机，11.7節（21.7每小時） | 1860年        | 1864年3月3日  | 1897年拆解报废 |
| 赫塔号     | 28 × 68磅滑膛炮                 | 2,504吨 | 单轴，一台船用蒸汽机，11.7節（21.7每小時） | 1860年        | 1865年11月1日 | 1902年拆解报废 |
| 伊丽莎白号 | 06 × 68磅滑膛炮 20 × 36磅滑膛炮 | 2,912吨 | 单轴，一台船用蒸汽机，12.1節（22.4每小時） | 1866年        | 1869年9月29日 | 1904年拆解报废 |

### 莱比锡级

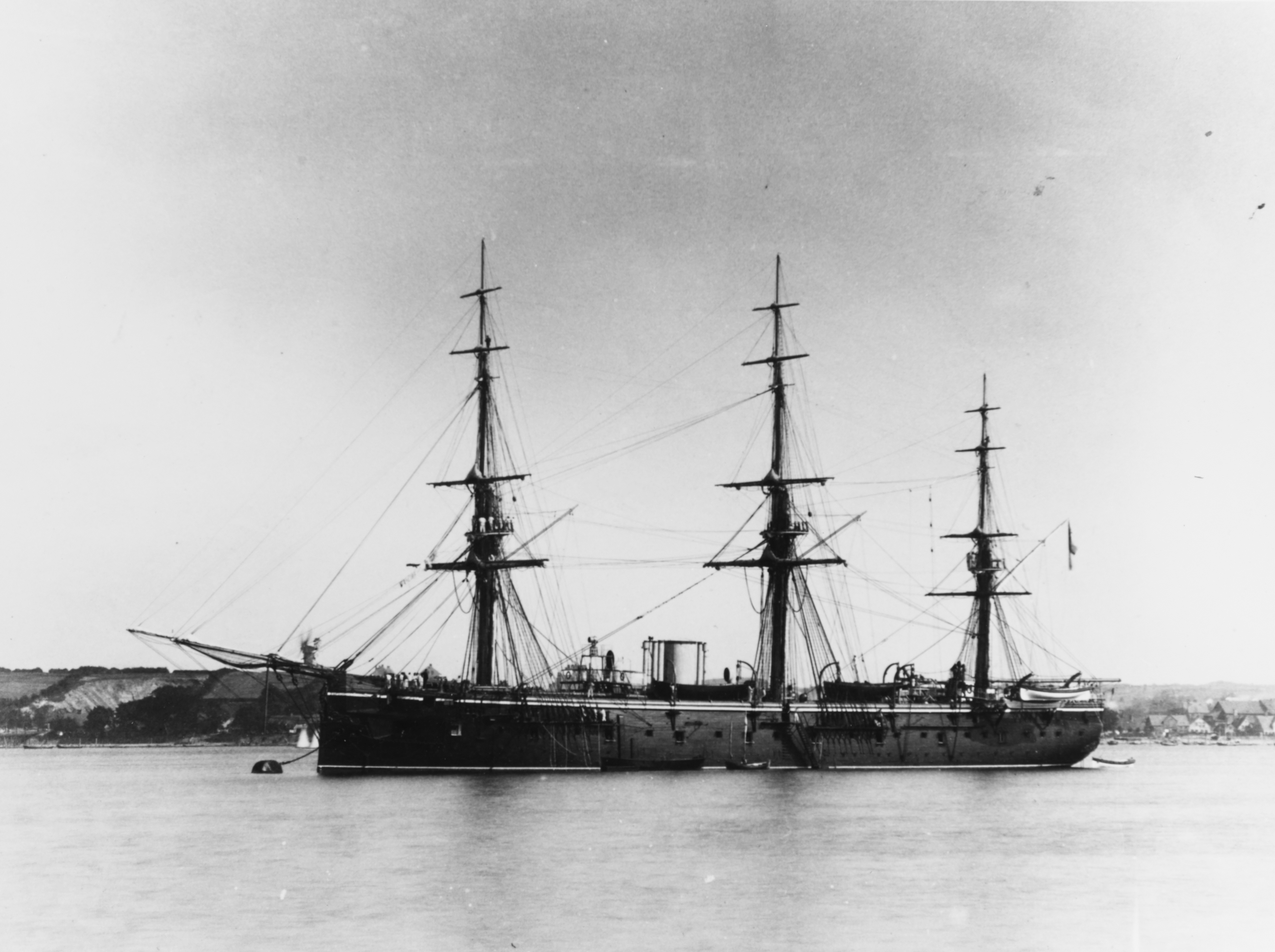
阿达尔贝特亲王号于1880年代在威廉港

两艘莱比锡级舰只是作为1873年德意志帝国海军舰队计划的一部分订购的。该计划由帝国海军部首任部长阿尔布雷希特·冯·施托施将军制定，他采纳了与雅赫曼早期计划相同的二十艘护卫舰数量。莱比锡号原本被视为弗蕾亚号的姊妹舰，并以“图斯内尔达号”（Thusnelda）的名义订购，但在建造工程开始之前，它已经完全经过重新设计。莱比锡号较弗蕾亚号显著更大；其的增大的尺寸得以用于配备更具威力的火炮、更强大的推进系统以及更宽敞的宿营空间，事实证明这在海外长途航行中非常有用。另一项重大改进是使用铁来建造船体，而不是传统的木框架和木板。虽然早期同类舰可以担任主舰队的侦察舰职责，但当莱比锡号和阿达尔贝特亲王号在1870年代中期入役时，欧洲海军广泛采用的铁甲舰意味着这种用途已不切实际，因为无防护的军舰在装甲对手面前是毫无用处的。1877年英国和秘鲁之间的帕科查海战最清楚地证明了这一点。因此，莱比锡级仅被用作海外巡洋舰。
两艘同级舰分别在1870年代末和1880年代初进行了两次远航，主要是前往东亚。1878年，莱比锡号卷入了与尼加拉瓜的外交争端，即所谓的“艾森施图克事件”；阿达尔贝特亲王号则被用来保护德国在非洲不断壮大的殖民帝国。在1880年代中期，莱比锡号进行了大规模的重建，以便能够将其用作驻外分舰队的旗舰。从1888年至1893年，该舰便是以常驻巡洋分舰队的旗舰身份服役；在此期间，它曾参与1888－1890年在德属东非镇压阿布希里起义的行动。随后，莱比锡号在东非、中国和智利之间辗转，并在1891年智利内战期间保护当地的德国公民。与此同时，阿达尔贝特亲王号于1886年改作教学舰，并以此身份服役了三年，直到1890年5月被降级为一艘宿营船。它最终于1907年出售拆解。莱比锡号到1895年也已经沦为一艘固定的宿营和训练用船，但仍一直幸存至1919年才意外沉没。它于1921年被打捞上岸，随后拆解报废。
| 舰名             | 主炮                                          | 排水量  | 推进器                                     | 服役   | 服役          | 服役           |
| 舰名             | 主炮                                          | 排水量  | 推进器                                     | 动工   | 投运          | 结局           |
| ---------------- | --------------------------------------------- | ------- | ------------------------------------------ | ------ | ------------- | -------------- |
| 莱比锡号         | 02 × 170毫米25倍径箍炮 10 × 170毫米20倍径箍炮 | 4,626吨 | 单轴，一台船用蒸汽机，15.8節（29.3每小時） | 1874年 | 1877年6月1日  | 1921拆解报废   |
| 阿达尔贝特亲王号 | 02 × 170毫米25倍径箍炮 10 × 170毫米20倍径箍炮 | 4,626吨 | 单轴，一台船用蒸汽机，15.8節（29.3每小時） | 1875年 | 1877年8月28日 | 1907年拆解报废 |

### 俾斯麦级

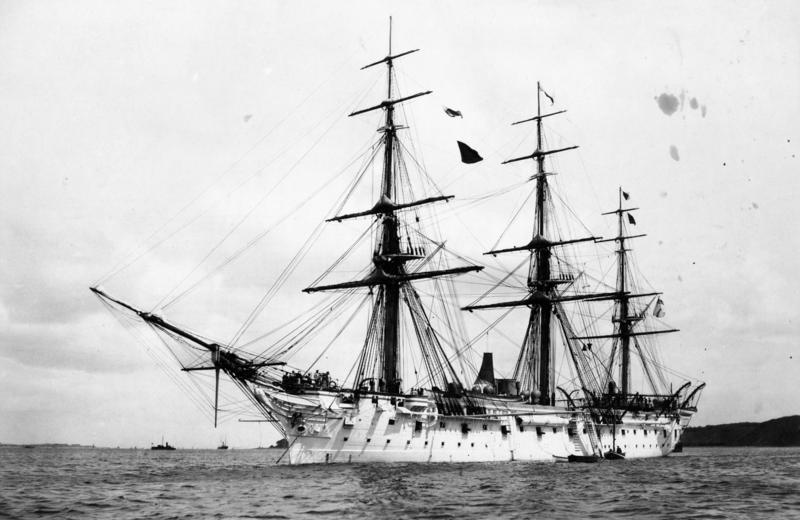
锚泊中的施泰因号

普法战争之后，为了保护德国在海外的经济利益，对舰队的需求不断增加，因此需要建造新的护卫舰来承担这一重任。此外，到1870年代中期，帝国海军以往常规的风帆护卫舰队已迅速老化，使得购买新舰变得尤为重要。俾斯麦级是以莱比锡级为基础设计的，但尺寸明显缩小。它们的排水量比前级舰减少了一千多吨，武器装备更轻盈、发动机功率更低。由于蒸汽机还不够可靠和高效，不足以成为唯一的动力来源，因此保留了全帆装索具。
俾斯麦级舰只在其整个运用生涯中曾担任过多种角色。布吕歇尔号在完工后不久便被改装成鱼雷训练舰，以试验这种新开发的自走式炸药武器、培训船员和发展德国的鱼雷学说，直至1907年因锅炉爆炸而严重受损。与布吕歇尔号类似，施泰因号在大部分职业生涯中都是担任训练舰，尽管有过数次海外巡航，但其经历依旧相当平淡；1908年，它被改装成宿营船，至1920年拆解。俾斯麦号参与了1884年夺取喀麦隆殖民地的行动，而它与格奈森瑙号和施托施号于1885年至1886年间又被派往确定维图兰保护领，该地区后来成为德属东非。该级舰还曾在南美巡航以保护德国的利益，特别是在太平洋战争期间。俾斯麦号是同级中第一艘退役的，于1891年被改装成一艘宿营船。格奈森瑙号于1900年末在马拉加附近失事，施托施号则于1907年报废。毛奇号于1910年也降格充当宿营船，此后更名为“阿刻戎号”。作为第一次世界大战后裁军进程的一部分，同级的幸存成员均于1920年拆解报废。
| 舰名       | 主炮                   | 排水量  | 推进器                                     | 服役       | 服役           | 服役           |
| 舰名       | 主炮                   | 排水量  | 推进器                                     | 动工       | 投运           | 结局           |
| ---------- | ---------------------- | ------- | ------------------------------------------ | ---------- | -------------- | -------------- |
| 俾斯麦号   | 16 × 150毫米22倍径箍炮 | 3,386吨 | 单轴，一台船用蒸汽机，12節（22每小時）     | 1875年11月 | 1878年8月27日  | 1920年拆解报废 |
| 布吕歇尔号 | 07 × 350毫米鱼雷发射管 | 3,386吨 | 单轴，一台船用蒸汽机，13.9節（25.7每小時） | 1876年3月  | 1878年12月21日 | 不详           |
| 施托施号   | 10 × 150毫米22倍径箍炮 | 2,994吨 | 单轴，一台船用蒸汽机，12.6節（23.3每小時） | 1875年11月 | 1878年3月10日  | 1907年拆解报废 |
| 毛奇号     | 10 × 150毫米22倍径箍炮 | 2,994吨 | 单轴，一台船用蒸汽机，13.9節（25.7每小時） | 1875年7月  | 1878年4月16日  | 1920年拆解报废 |
| 格奈森瑙号 | 14 × 150毫米22倍径箍炮 | 2,994吨 | 单轴，一台船用蒸汽机，13.9節（25.7每小時） | 1877年6月  | 1880年10月3日  | 1900年失事沉没 |
| 施泰因号   | 12 × 150毫米22倍径箍炮 | 2,994吨 | 单轴，一台船用蒸汽机，13節（24每小時）     | 1878年     | 1880年10月3日  | 1920年拆解报废 |

### 夏洛特号

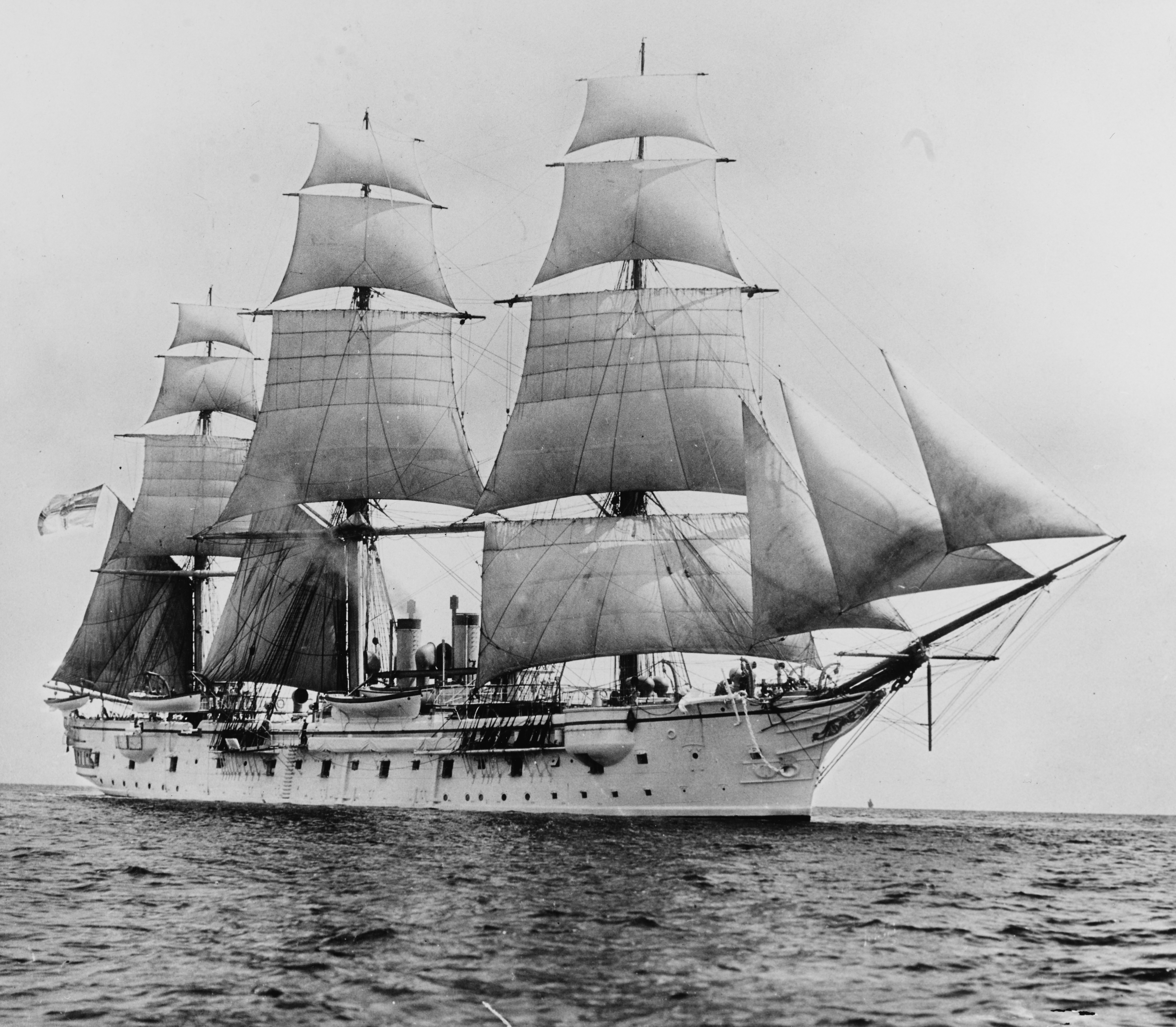
航行中的夏洛特号

夏洛特号是德国海军的最后一艘风帆军舰；它与水妖号同时获得授权，并与后者一样不具备实战价值。其风帆索具之所以获得保留，在很大程度上是因为海军打算利用该舰进行训练，且仍然重视训练船员使用风帆。夏洛特号本质上是俾斯麦级设计的翻版，惟排水量稍大，武器装备也更重。尽管该舰的服役生涯是作为训练舰度过的，但它也曾在海外卷入过国际事件，其中最著名的是1897年海地的“吕德斯事件”和1902－1903年委内瑞拉危机。1899年，夏洛特号成为普法战争后第一艘访问法国的德国军舰，此行旨在改善两国关系。该舰一直服役到1909年5月正式从海军名录中除籍，此后被改装为宿营舰和威廉国王号的供应船。夏洛特号担任这些职务直到1914年7月一战爆发；它曾于同年10月获短暂启用，这是德意志帝国海军第一次、也是唯一一次让除籍军舰重新入役。11月，该舰再次退役并返回支援威廉国王号。战后，夏洛特号于1921年被售予汉堡的一家私人公司充当仓储废船，其最终结局已无从得知。
| 舰名     | 主炮                   | 排水量  | 推进器                                     | 服役         | 服役          | 服役       |
| 舰名     | 主炮                   | 排水量  | 推进器                                     | 动工         | 投运          | 结局       |
| -------- | ---------------------- | ------- | ------------------------------------------ | ------------ | ------------- | ---------- |
| 夏洛特号 | 18 × 150毫米22倍径箍炮 | 3,763吨 | 单轴，两台船用蒸汽机，13.5節（25.0每小時） | 1883年4月2日 | 1886年11月1日 | 1921年出售 |

## 平甲板护卫舰/巡洋护卫舰

### 宁芙级

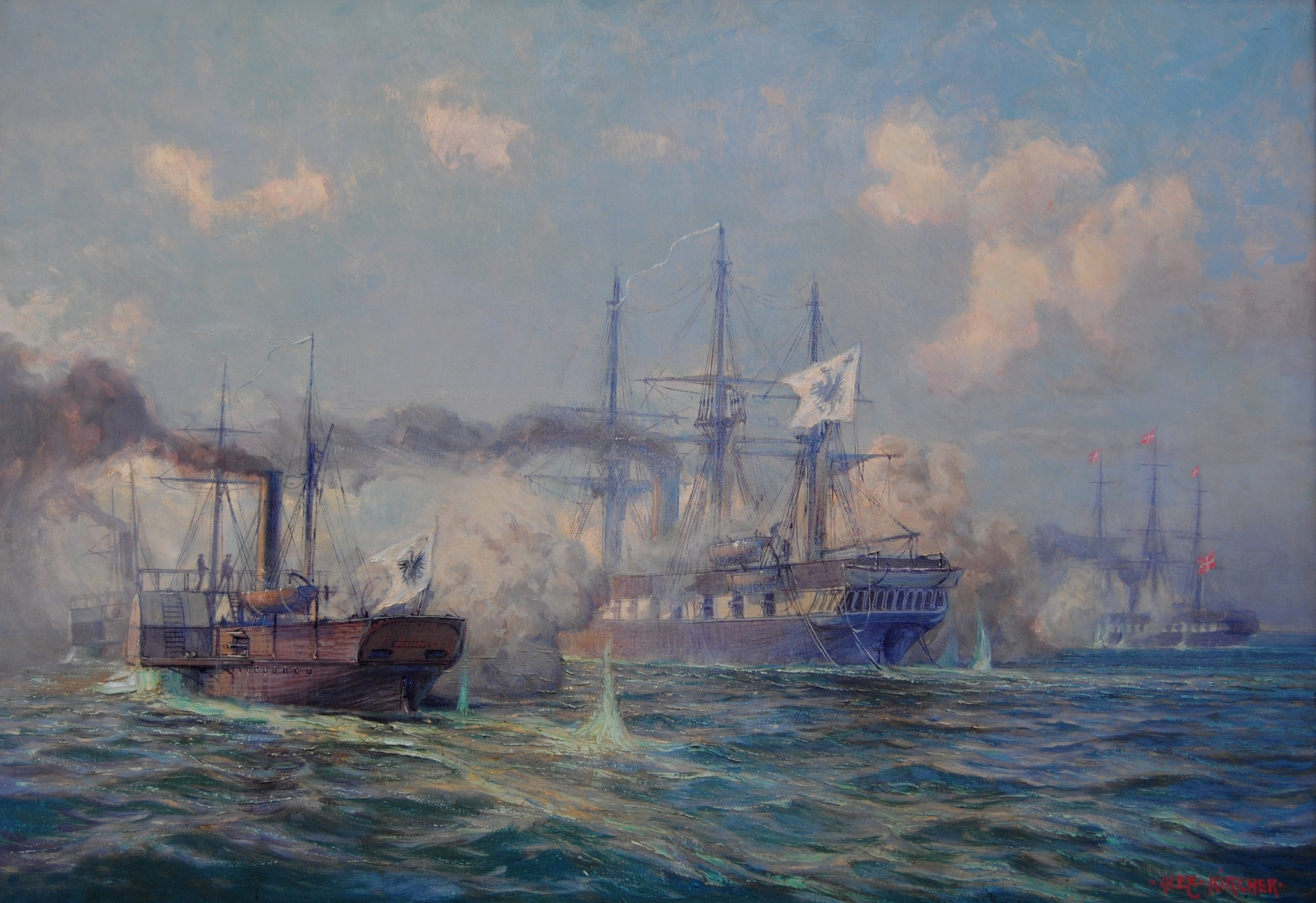
参与亚斯蒙德海战 (1864年)的宁芙号（中）

在订购了五艘阿科纳级舰之后，普鲁士海军认为更小尺寸的舰艇也很有用，因此造舰局于1861年开始设计新的护卫舰。两艘宁芙级平甲板护卫舰于同年订购，以应对因石勒苏益格-荷尔斯泰因问题与丹麦日益紧张的关系；普鲁海军试图加强其舰队来准备与更强大的丹麦皇家海军发生冲突。此外，订购这批舰只也成为了普鲁士政府因控制军事开支方面发生冲突的一部分；控制国家议会的自由派反对阿尔布雷希特·冯·罗恩的陆军和海军现代化计划，并拒绝拨款。首相奥托·冯·俾斯麦利用漏洞为罗恩的改革筹集资金，使宁芙级在未经议会批准的情况下建造。
宁芙号在1864年与丹麦的第二次石勒苏益格战争期间及时完工，并参加了亚斯蒙德海战；它在这场战役中投入了大量精力，但只被一艘丹麦巡防舰轻微击损。在1870－1871年的普法战争期间，美杜莎号被封锁在日本横滨，无法参与任何行动。宁芙号同样被封锁在普鲁士的但泽，它于夜间突然袭击了法国分舰队，尽管没有造成任何破坏，但还是让法国海军将领相信，其麾下的铁甲舰不适合对普鲁士港口进行严密封锁。两艘同级舰在和平时期都曾前往海外进行长时间的巡航，直至1870年代中期被改装成教学舰。在新角色下，它们继续开展海外巡航；美杜莎号于1880年退役并被改造为废船，但宁芙号一直服役到1887年，随后也沦为废船。两舰于1891年出售报废，随后拆解。
| 舰名     | 主炮                            | 排水量  | 推进器                                 | 服役          | 服役           | 服役           |
| 舰名     | 主炮                            | 排水量  | 推进器                                 | 动工          | 投运           | 结局           |
| -------- | ------------------------------- | ------- | -------------------------------------- | ------------- | -------------- | -------------- |
| 宁芙号   | 10 × 36磅滑膛炮 06 × 12磅滑膛炮 | 1,202吨 | 单轴，一台船用蒸汽机，12節（22每小時） | 1862年1月25日 | 1863年11月25日 | 1891年拆解报废 |
| 美杜莎号 | 10 × 36磅滑膛炮 06 × 12磅滑膛炮 | 1,202吨 | 单轴，一台船用蒸汽机，12節（22每小時） | 1862年2月6日  | 1867年4月10日  | 1891年拆解报废 |

### 奥古斯塔级

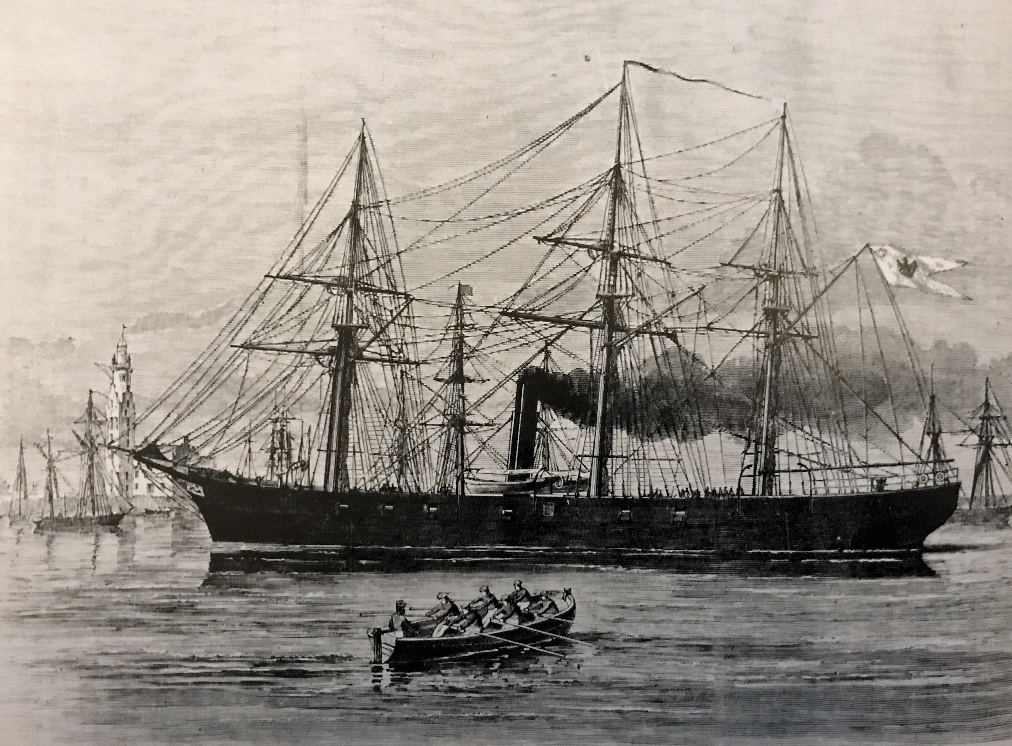
1864年的奥古斯塔号

在1862年的美国内战期间，南部邦联海军曾秘密向法国波尔多的阿尔曼兄弟造船厂订购了两艘螺旋桨护卫舰，分别命名为“密西西比号”和“路易斯安那号”。为了掩人耳目，它们名义上是为了日本而建，并配以“江户号”和“大阪号”的假名。在这些舰只被交付予南方邦联之前，法国皇帝拿破仑三世于164年进行干预，以阻止中立的法国将军舰出售给活跃的交战国。为此，阿尔曼兄弟只得将这批舰只转售予其他国家，最终由在第二次石勒苏益格战争期间仍在试图扩大舰队规模的普鲁士购入。法国政府再次介入，试图阻止将维多利亚号移交普鲁士舰队，因为后者也正积极参与战争，但俾斯麦最终说服了法国人，允许维多利亚号在不装备武器的情况下悬挂法国国旗经由荷兰转运。
这两艘舰在1864年都来得太晚，未及在冲突中参与针对丹麦的行动，而在1866年的普奥战争中，由于奥地利海军忙于在亚得里亚海与意大利舰队对峙，它们也没有参加与奥地利人的战斗。1860年代末，两艘同级舰都被派往中美洲，奥古斯塔号在那里引发了一场小型的外交事件，原因是普鲁士试图在哥斯达黎加的利蒙港建立一个海军驻地，哥斯达黎加政府拒绝批准，美国认为这是对其势力范围的侵犯。在1871年的普法战争中，奥古斯塔号被用作袭击大西洋上的法国航运，共俘获了两艘商船、击沉一艘，随后被一支法国分舰队困在西班牙的维戈。两艘同级舰于1870年代和1880年代接受了进一步的海外部署，其中奥古斯塔号在一次前往南太平洋的航行中，至亚丁湾因遭遇气旋而失踪。与此同时，维多利亚号于1882年退役，在1884年至1890年期间间歇性地充当渔业保护船，直到1892年拆解。
| 舰名       | 主炮                          | 排水量  | 推进器                                     | 服役   | 服役          | 服役             |
| 舰名       | 主炮                          | 排水量  | 推进器                                     | 动工   | 投运          | 结局             |
| ---------- | ----------------------------- | ------- | ------------------------------------------ | ------ | ------------- | ---------------- |
| 奥古斯塔号 | 8 × 24磅滑膛炮 6 × 12磅前膛炮 | 2,272吨 | 双轴，一台船用蒸汽机，13.5節（25.0每小時） | 1863年 | 1864年        | 1885年因气旋沉没 |
| 维多利亚号 | 8 × 24磅滑膛炮 6 × 12磅前膛炮 | 2,272吨 | 双轴，一台船用蒸汽机，13.5節（25.0每小時） | 1863年 | 1864年9月14日 | 1892年拆解报废   |

### 阿里阿德涅级

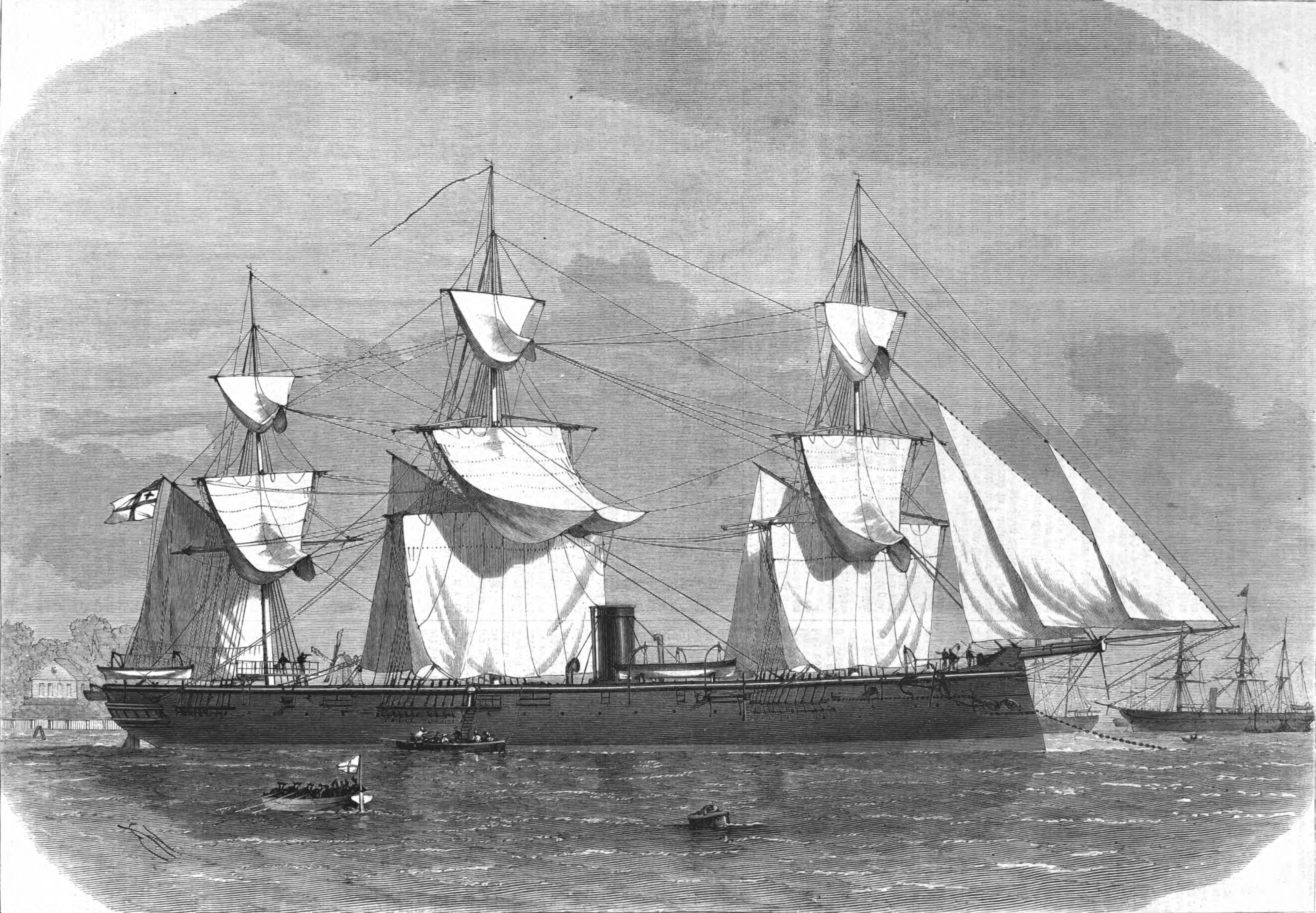
1871年的阿里阿德涅号

到1867年，普鲁士海军被重组为北德意志邦联海军，普鲁士在奥普战争后组建了北德意志联邦。在此时已晋升为海军少将的雅赫曼的指导下，海军于这年制定了一项新的舰队计划，列出了未来几年造舰的优先项。该计划总共需要20艘螺旋桨护卫舰，其中的四艘——宁芙级和奥古斯塔级舰只已经入列。到1860年代末，随着各德意志邦国出口越来越多的制成品，德国的海外经济利益变得愈发重要；1867年舰队计划中的护卫舰将成为保护相关活动的海军力量支柱。阿里阿德涅级的前两艘舰按照相同的设计建造，但三号舰弗蕾亚号采用了改进的设计，具有更长的舰体，更大的贮煤能力和更重的武器装备。同级的四号舰被命名为“图斯内尔达号”，本打算依照弗雷亚号的设计建造，但海军取消了该舰，并将其作为莱比锡级的首舰重新订购。
所有三艘同级舰都在整个1870年代和1880年代初广泛参与了海外部署，主要是前往南美洲、地中海和东亚。在这些航行期间，各舰及其舰长履行了多项职责，包括在各国动乱或公开战争期间保护德国国民，与多个政府谈判贸易协定，以及打击海盗。它们还负责进行科学实验和海道测量，以改进航海图。从1880年代早期到中期，三艘同级舰都被改装成实习水兵的训练舰，并在接下来的十年里继续开展训练巡航，大多是去往西印度群岛。在1883年的一次训练巡航中，弗蕾亚号在海地内乱时期协助保护了当地的平民。全部三艘舰都于1892年退役，其中阿里阿德涅号立即报废。路易丝号作为一艘废船和鱼雷试验舰而幸存下来，直到1896年才出售报废；弗蕾亚号则在1884年退役到1896年被废弃之间没有任何进一步使用。
| 舰名         | 主炮                                        | 排水量  | 推进器                                     | 服役   | 服役           | 服役           |
| 舰名         | 主炮                                        | 排水量  | 推进器                                     | 动工   | 投运           | 结局           |
| ------------ | ------------------------------------------- | ------- | ------------------------------------------ | ------ | -------------- | -------------- |
| 阿里阿德涅号 | 6 × 150毫米22倍径箍炮 2 × 120毫米23倍径箍炮 | 2,072吨 | 单轴，一台船用蒸汽机，14.1節（26.1每小時） | 1868年 | 1872年11月23日 | 1891年拆解报废 |
| 路易丝号     | 6 × 150毫米22倍径箍炮 2 × 120毫米23倍径箍炮 | 2,072吨 | 单轴，一台船用蒸汽机，14.1節（26.1每小時） | 1871   | 1874年6月4日   | 1897年拆解报废 |
| 弗蕾亚号     | 4 × 170毫米25倍径箍炮 8 × 150毫米22倍径箍炮 | 2,406吨 | 单轴，一台船用蒸汽机，14.1節（26.1每小時） | 1874年 | 1876年10月1日  | 1897年拆解报废 |

### 卡罗拉级

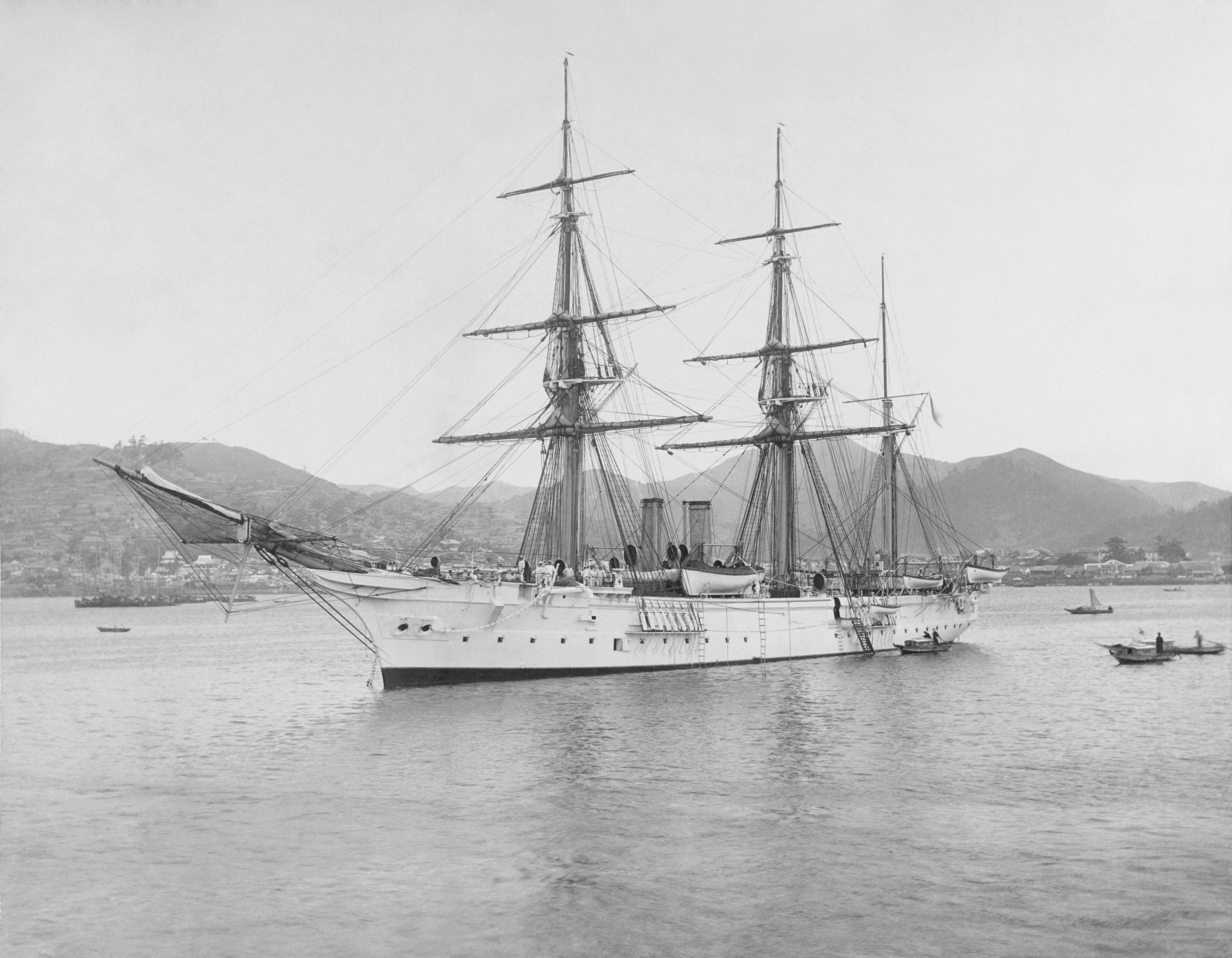
阿科纳号在长崎，1897年

作为扩大和现代化德国巡航舰队的同一计划的组成部分，卡罗拉级是在俾斯麦级之后不久订购的。它们是以俾斯麦级为基础设计，尽管尺寸略小，但两者的能力大致相同，具有类似的武器、速度和巡航半径。它们还计划用作海外驻留，拥有可辅助远程巡航的末桅纵帆三桅索具。前四艘同级舰采用了相同的设计，但最后两艘亚历山德里娜号和阿科纳号则完成了设计修改，更长并采用了双轴双机推进系统，这是德国护卫舰首次使用这样的配置。然而，在建造工程开始之前，卡罗拉级的设计就已经过时了，因为其他国家的海军已开始建造更具现代化的无防护巡洋舰来履行殖民任务。结果，除了对付同类过时的军舰外，这些舰只基本毫无实战用途。
在整个1880年代和1890年代，这六艘船被广泛部署至海外驻地，通常是德国在非洲的殖民地多哥兰、德属西南非洲和德属东非，以及太平洋的德属新几内亚和后来的胶州湾租借地。它们经常被用来镇压当地反对德国统治的起义，惩罚那些袭击德国公民或企业的人，并展示旗帜。该级舰有数次在事故中严重受损——1884年，玛丽号在新梅克伦堡搁浅，索菲号则与一艘商船发生碰撞；1889年，奥尔加号又被飓风逼上岸——但它们无一损毁。到1890年代末，所有同级舰都已经撤出前线服役并沦为次要角色，包括训练，宿营和渔业保护职责。在1904年到1908年之间，同级的大部分成员都被拆解报废，仅索菲号仍作为宿营船保留在海军编制内，直至1920年才拆解。
| 舰名           | 主炮                   | 排水量  | 推进器                                     | 服役      | 服役          | 服役           |
| 舰名           | 主炮                   | 排水量  | 推进器                                     | 动工      | 投运          | 结局           |
| -------------- | ---------------------- | ------- | ------------------------------------------ | --------- | ------------- | -------------- |
| 卡罗拉号       | 10 × 150毫米22倍径箍炮 | 2,424吨 | 单轴，一台船用蒸汽机，13.7節（25.4每小時） | 1879年    | 1881年9月1日  | 1906年拆解报废 |
| 奥尔加号       | 10 × 150毫米22倍径箍炮 | 2,424吨 | 单轴，一台船用蒸汽机，13.9節（25.7每小時） | 1879年    | 1882年1月9日  | 1908年拆解报废 |
| 玛丽号         | 10 × 150毫米22倍径箍炮 | 2,424吨 | 单轴，一台船用蒸汽机，14節（26每小時）     | 1880年    | 1883年5月1日  | 1907年拆解报废 |
| 索菲号         | 10 × 150毫米22倍径箍炮 | 2,424吨 | 单轴，一台船用蒸汽机，14節（26每小時）     | 1880年1月 | 1882年8月10日 | 1921年拆解报废 |
| 亚历山德里娜号 | 10 × 150毫米22倍径箍炮 | 2,662吨 | 双轴，两台船用蒸汽机，14.1節（26.1每小時） | 1882年2月 | 1886年10月6日 | 1907年拆解报废 |
| 阿科纳号       | 10 × 150毫米22倍径箍炮 | 2,662吨 | 双轴，两台船用蒸汽机，14.1節（26.1每小時） | 1881年    | 1886年12月1日 | 1906年拆解报废 |

### 水妖号

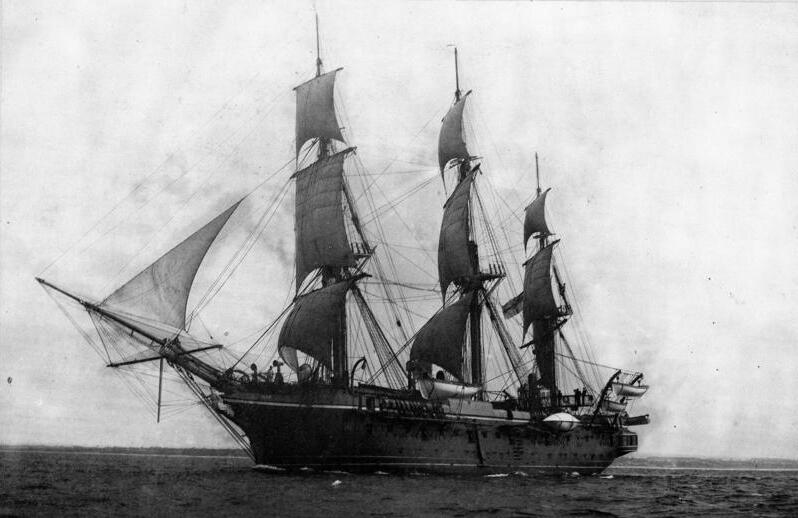
航行中的水妖号

水妖号的订购合同是根据1873年的舰队计划于1882年发包的。次年，列奥·冯·卡普里维将军接替施托施成为新任海军部长；卡普里维认为，所有新的巡洋类军舰都应该胜任作战用途，这与施托施指导下建造的许多护卫舰不同。就斯托施而言，他更倾向于强调远程巡航能力而不是战斗力。尽管如此，对新职位缺乏经验的卡普里维还是无法阻止水妖号的建造。由于该舰本质上作为一艘实战舰艇基本毫无用处，因此它是以海军学员和实习水兵的训练舰身份完工，并担任此职近十五年之久。在此期间，它曾多次开展海外训练巡航，经常去往南美洲、西印度群岛或地中海。1900年退出现役后，水妖号从1906年至1910年间被用作公海舰队的办公舰，当时帝国议会削减了该舰的资金。它于1911年6月正式从海军名录中除籍，并开始充当宿营船，直到1923年更名为“C号废船”并售予一家私人航运公司。该公司在一战后商船严重缺乏的情况下将它改装成一艘载驳船，并从1925年到1930年间恢复原名运用，直到最终拆解报废。
| 舰名   | 主炮                  | 排水量  | 推进器                                     | 服役      | 服役         | 服役           |
| 舰名   | 主炮                  | 排水量  | 推进器                                     | 动工      | 投运         | 结局           |
| ------ | --------------------- | ------- | ------------------------------------------ | --------- | ------------ | -------------- |
| 水妖号 | 8 × 125毫米23倍径箍炮 | 1,982吨 | 单轴，一台船用蒸汽机，10.4節（19.3每小時） | 1883年8月 | 1886年4月1日 | 1930年拆解报废 |